# Cistícola cap-roja
La cistícola cap-roja (Cisticola ruficeps) és una espècie d'ocell passeriforme de la família Cisticolidae pròpia d'Àfrica central i nordoriental.

## Hàbitat i distribució
Es troba al Camerun, República Centreafricana, Txad, Eritrea, Etiòpia, Kenya, Nigèria, Sudan del Sud, Sudan i Uganda.
L'hàbitat natural són les sabanes i els pantans.